# Erich Bessel-Hagen
Erich Bessel-Hagen (Charlottenburg, 12 settembre 1898 – Bonn, 29 marzo 1946) è stato un matematico tedesco e storico della matematica, noto per i suoi contributi al calcolo delle variazioni.
Erich Paul Werner Bessel-Hagen nacque nel 1898 a Charlottenburg, un sobborgo, divenuto successivamente un quartiere, di Berlino. Dopo aver frequentato il Kaiserin Augusta-Gymnasium di Charlottenburg, invalido di guerra a causa di una disabilità, lavorò come assistente scientifico nel dipartimento cartografico dello Stato Maggiore dal 1917. Contemporaneamente, studiò all'Università di Berlino dove, nel 1920, conseguì il dottorato in matematica con una tesi sul calcolo delle variazioni sotto la direzione scientifica di Constantin Carathéodory. Dal 1921 al 1923 Bessel-Hagen fu assistente di ricerca del matematico Felix Klein all'Università di Göttingen. Sostenuto dalla Notgemeinschaft der Deutschen Wissenschaft, Bessel-Hagen lavorò alle funzioni dei moduli ellittici 
e completò la sua abilitazione in matematica pura all'Università di Göttingen nell'estate del 1925. Nel 1927 completò la sua abilitazione ad Halle, ma all'inizio del semestre invernale 1928/29 passò a Otto Toeplitz a Bonn, dove gli fu assegnato un posto di insegnante di storia e didattica della matematica. Bessel-Hagen, che visse molto ritirato nella sua vita privata, fu particolarmente coinvolto nell'insegnamento dopo che i suoi colleghi ebrei furono licenziati negli anni precedenti e durante la guerra, il che significava che era a malapena in grado di pubblicare. Sebbene fosse considerato "politicamente inaffidabile" a causa del suo sostegno agli ebrei rilasciati, secondo un rapporto dell'Associazione dei docenti nazisti, Bessel-Hagen fu nominato professore a contratto nel 1939.